# Mount Rutford
Mount Rutford är ett berg i Antarktis. Det ligger i Västantarktis. Chile gör anspråk på området. Toppen på Mount Rutford är 4 640 meter över havet, eller 840 meter över den omgivande terrängen. Bredden vid basen är 6,4 km.
Terrängen runt Mount Rutford är huvudsakligen mycket bergig. Trakten är obefolkad. Det finns inga samhällen i närheten. 